# Liste des salles de théâtre au Maroc

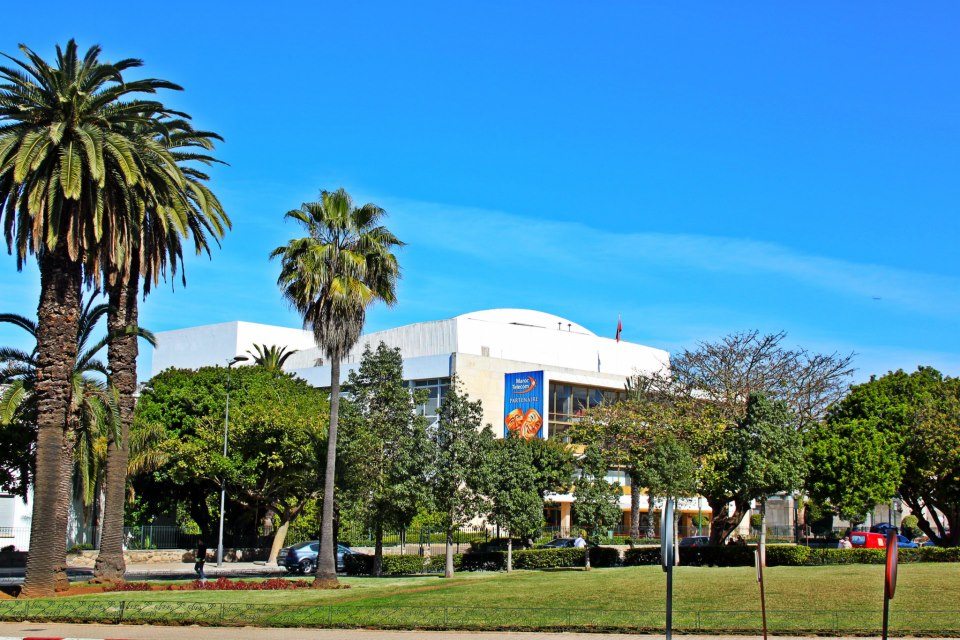
Théâtre Mohamed V de Rabat.

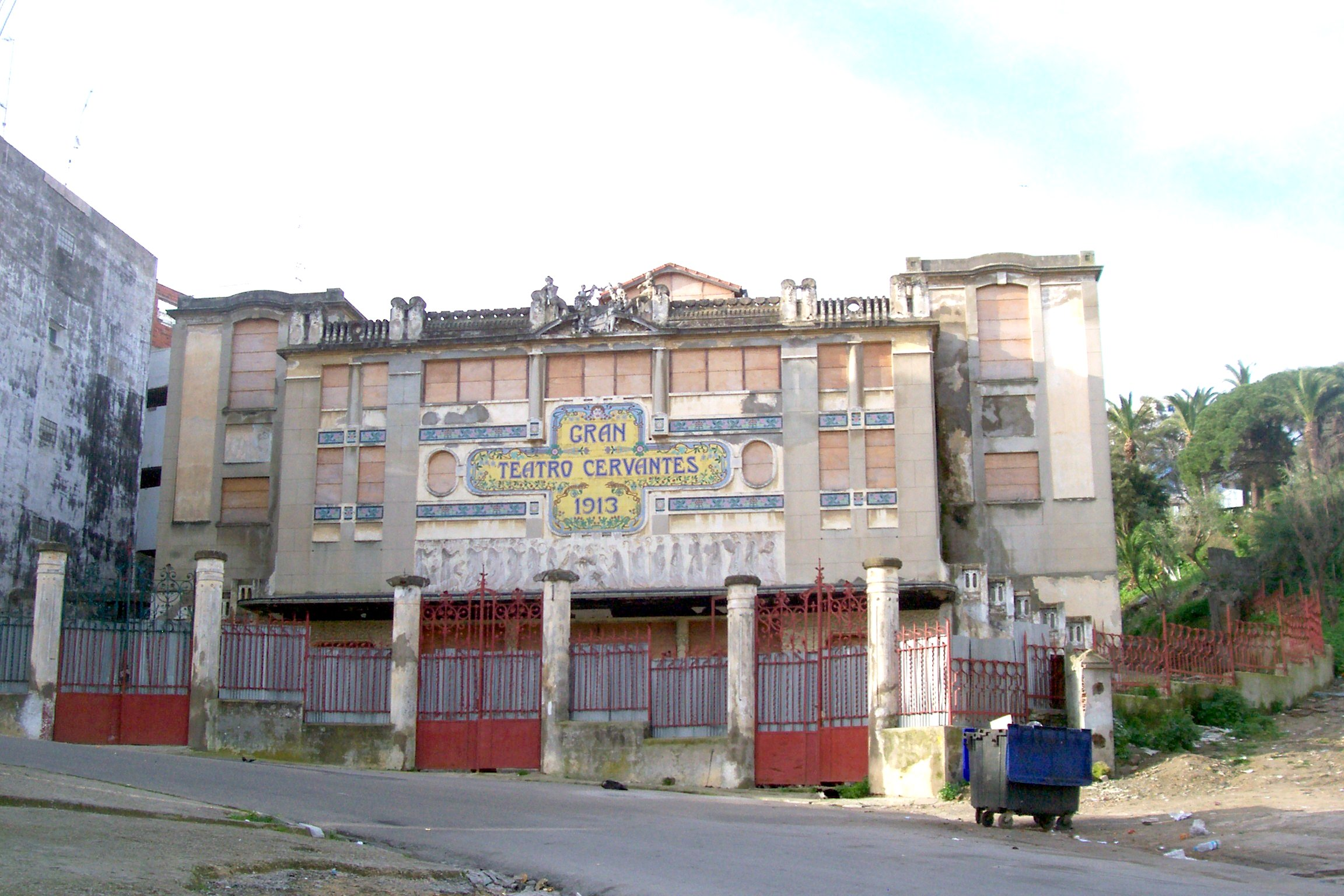
Ancien Théâtre de Tanger.

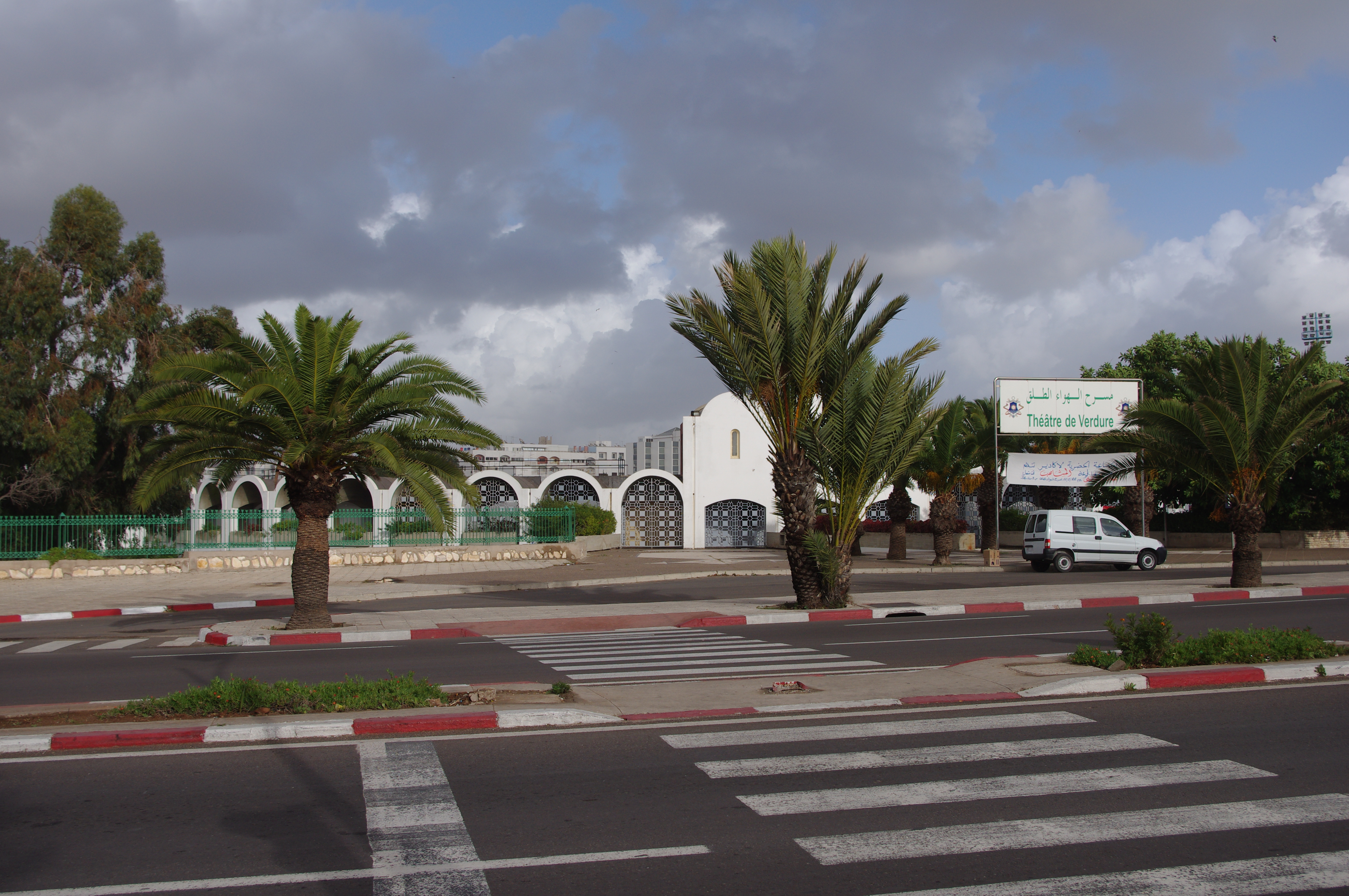
Théâtre d'Agadir.

 (décembre 2017).
Si vous disposez d'ouvrages ou d'articles de référence ou si vous connaissez des sites web de qualité traitant du thème abordé ici, merci de compléter l'article en donnant les références utiles à sa vérifiabilité et en les liant à la section « Notes et références ».

Voici une liste des salles de théâtre au Maroc.  

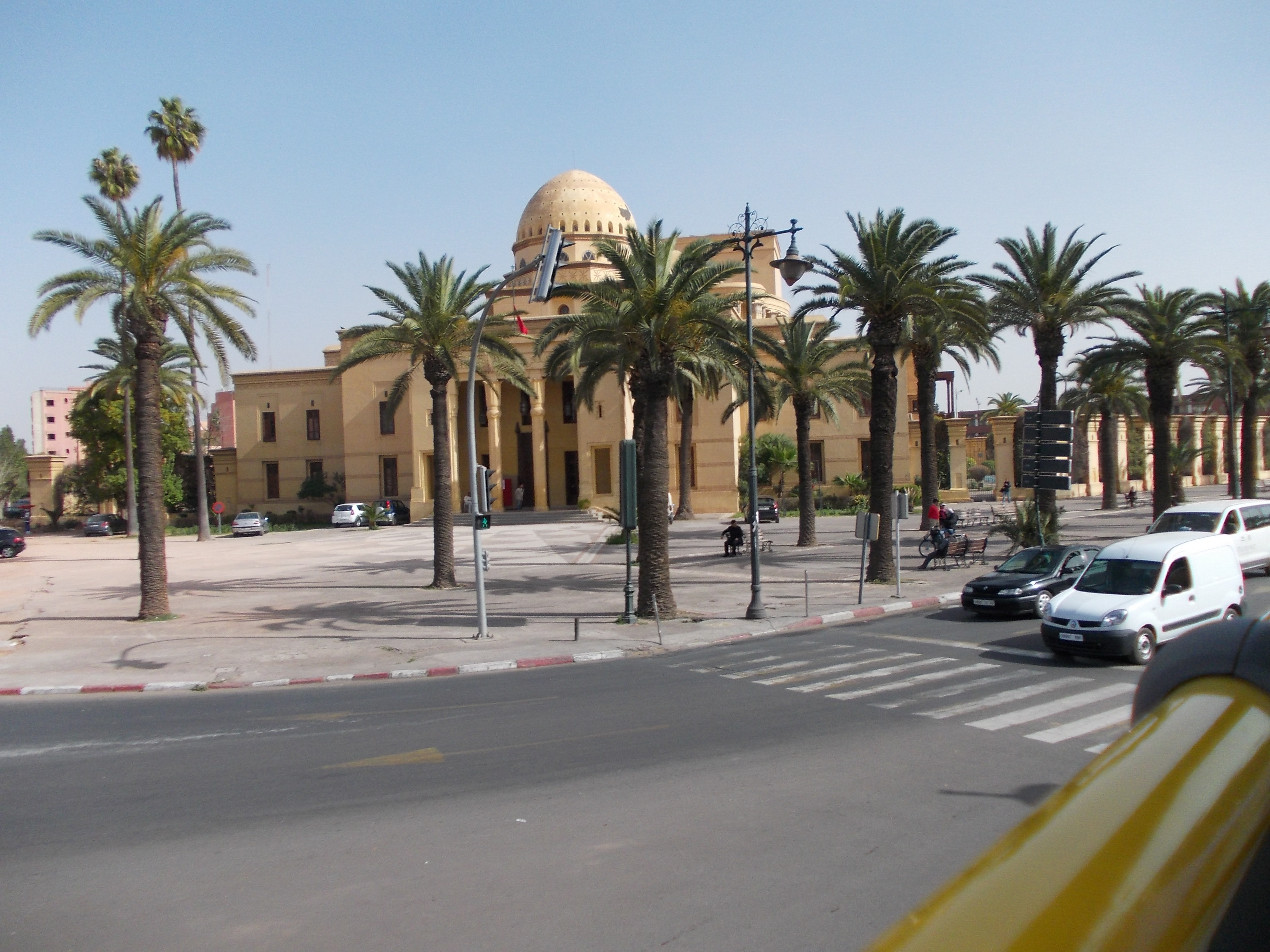
Théâtre Royal de Marrakech.

| Nom                             | Ville      | Nombre de places | Architecture |
| ------------------------------- | ---------- | ---------------- | ------------ |
| Théâtre municipal de Casablanca | Casablanca | 600              | Classique    |
| Théâtre national Mohammed-V     | Rabat      | 2600             | Moderne      |
| Théâtre Mohamed VI              | Casablanca | 2800             | Classique    |
| Théâtre Ain Sebaa               | Casablanca | 830              | Classique    |
| Studio des Arts Vivants         | Casablanca | 480              | Moderne      |
| Grand Théâtre de Rabat          | Rabat      | 6500             | Modèrne      |
| Théâtre Darna                   | Tanger     | 550              | Classique    |
| Gran Téatro Cervantes           | Tanger     | 920              | Classique    |
| Théâtre Med VI Oujda            | Oujda      | 2160             | Moderne      |
| Théâtre Royal                   | Marrakech  | 1070             | Classique    |
| Théâtre de verdure              | Agadir     | 2270             | Moderne      |
| Théâtre Afifi                   | El Jadida  | 600              | Moderne      |
| Théâtre Municipal de Meknès     | Meknès     | 1060             | Classique    |
| Théâtre Abderrahim Bouabid      | Mohamedia  | 2400             | Classique    |
| Théâtre La Coupole              | Casablanca | 220              | Classique    |
| Théâtre Lalla Aïcha             | M'diq      | 670              | Modèrne      |
| Théâtre de Taza                 | Taza       | 635              | Moderne      |
| Théâtre Espagnol de Fnideq      | Fnideq     | 300              | Moderne      |
| Théâtre Sidi Belyout            | Casablanca | 950              | Classique    |
| Théâtre du CAFC                 | Casablanca | 420              | Moderne      |
| Théâtre Taib Seddiki            | Casablanca | 460              | Moderne      |